# Armoy
Armoy é uma comuna francesa na região administrativa de Auvérnia-Ródano-Alpes, no departamento de Alta Saboia. Estende-se por uma área de 4,95 km². Em 2010 a comuna tinha 1 341 habitantes (densidade: 270,9 hab./km²).